# Antelope (Oregon)
Antelope is een plaats (city) in de Amerikaanse staat Oregon, en valt bestuurlijk gezien onder Wasco County.

## Geschiedenis
In de jaren 80 kwamen rond Antelope een groot aantal volgelingen van de Indiase spirituele leider Bhagwan Sri Rajneesh wonen. In 1981 werd bij de stad een commune gebouwd, genaamd Rajneeshpuram. In 1985 verdwenen de volgelingen weer.
In 2018 kwam op Netflix een 6-delige documentaire uit genaamd 'Wild Wild Country' die ging over de sekte in deze plaats.

## Demografie
Bij de volkstelling in 2000 werd het aantal inwoners vastgesteld op 59. In 2006 is het aantal inwoners door het United States Census Bureau geschat op eveneens 59.

## Geografie
Volgens het United States Census Bureau beslaat de plaats een oppervlakte van 1,3 km², geheel bestaande uit land. Antelope ligt op ongeveer 809 m boven zeeniveau.

## Plaatsen in de nabije omgeving
De onderstaande figuur toont nabijgelegen plaatsen in een straal van 48 km rond Antelope.